# Lidový loutkář
Za lidové loutkáře v českých zemích byli  označováni loutkáři, kteří  se svými divadelními skupinami předváděli celé loutkoherecké produkce. Obvykle lidový loutkáři museli ovládat jak pohyb marionet, tak hlasový projev, zpěv, hru na hudební nástroje i ostatní činnosti nutné pro provoz divadla. Tito loutkáři předváděli divadelní hry přepsané pro loutkové divadlo široké veřejnosti. (kočující umělci). Šířili tak od 18. století českou divadelní tradici. Mnohdy se jednalo o jedinou kulturou, která české vesnice navštívila. Většinou se jednalo o celé rody, které se tomuto umění věnovaly i několik generací. Mezi známé lidové loutkáře patřil například rod Kopeckých, Kaiserů, Nováků, Dubských, Kludských, Tylů, Alešů, Vocásků a dalších. 